# Emanuele Gaudiano
Emanuele Gaudiano (* 30. Juni 1986 in Matera, Basilikata) ist ein italienischer Springreiter, der seit Mai 2005 in Deutschland lebt. Er ist beim Staatlichen Forstkorps angestellt.
Er war der beste italienische Teilnehmer bei den Olympischen Spielen 2020, allerdings konnte er sich mit seinem Oldenburger Fuchs Chalou nicht für das Finale der Einzel-Springwettbewerbe qualifizieren. Im Oktober 2023 gewann er bei der Marokko Royal Tour das CSI**** Auftaktspringen mit dem  KWPN-Wallach Jaja (v. VDL Zirocco Blue). Am 1. Juli 2025 belegte er gemeinsam mit Daniel Deusser Platz 24 der Weltrangliste.

## Pferde (Auszug)
aktuelle:

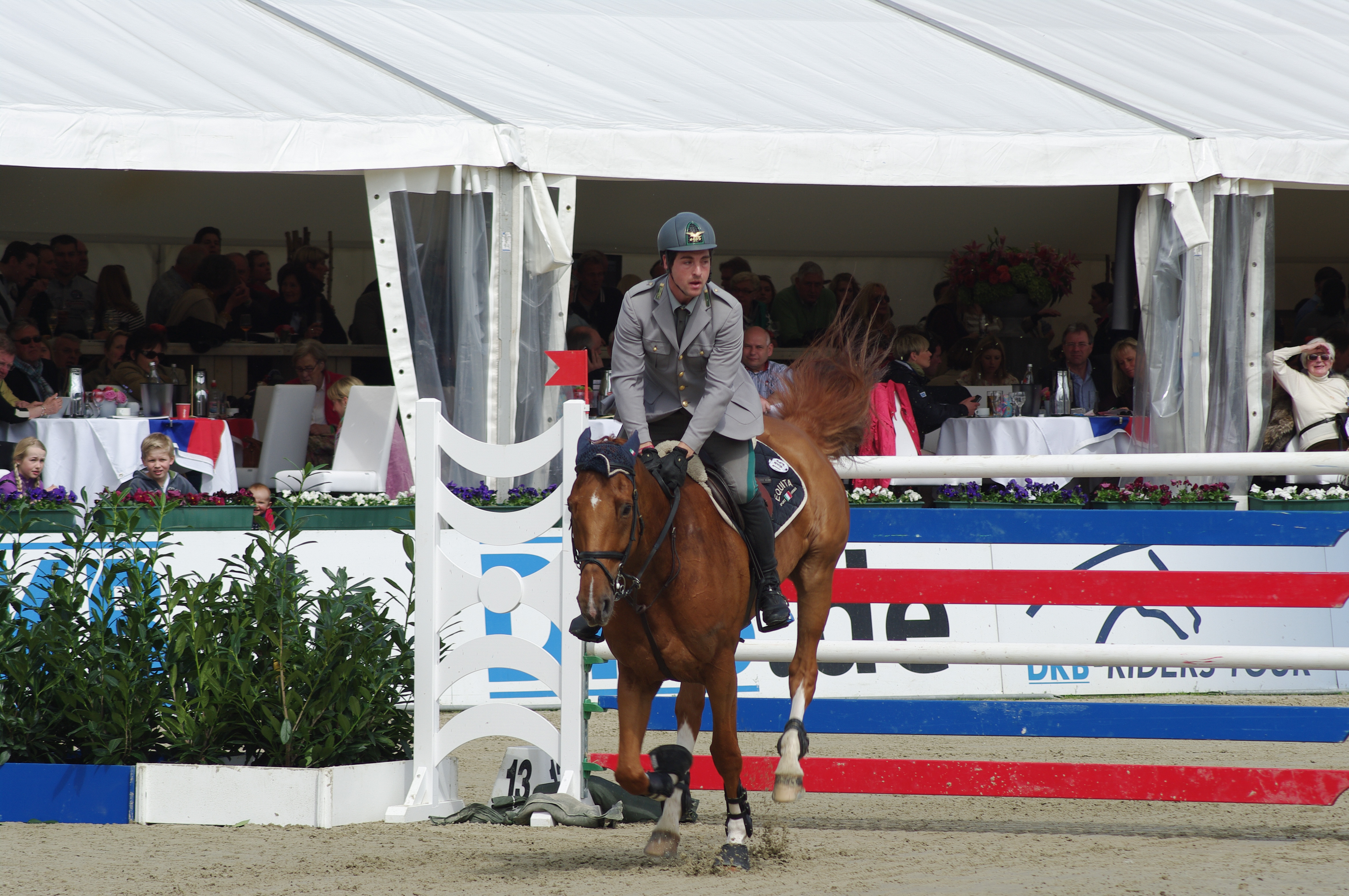
Emanuele Gaudiano mit Chicago, CSI 4* Hagen 2013

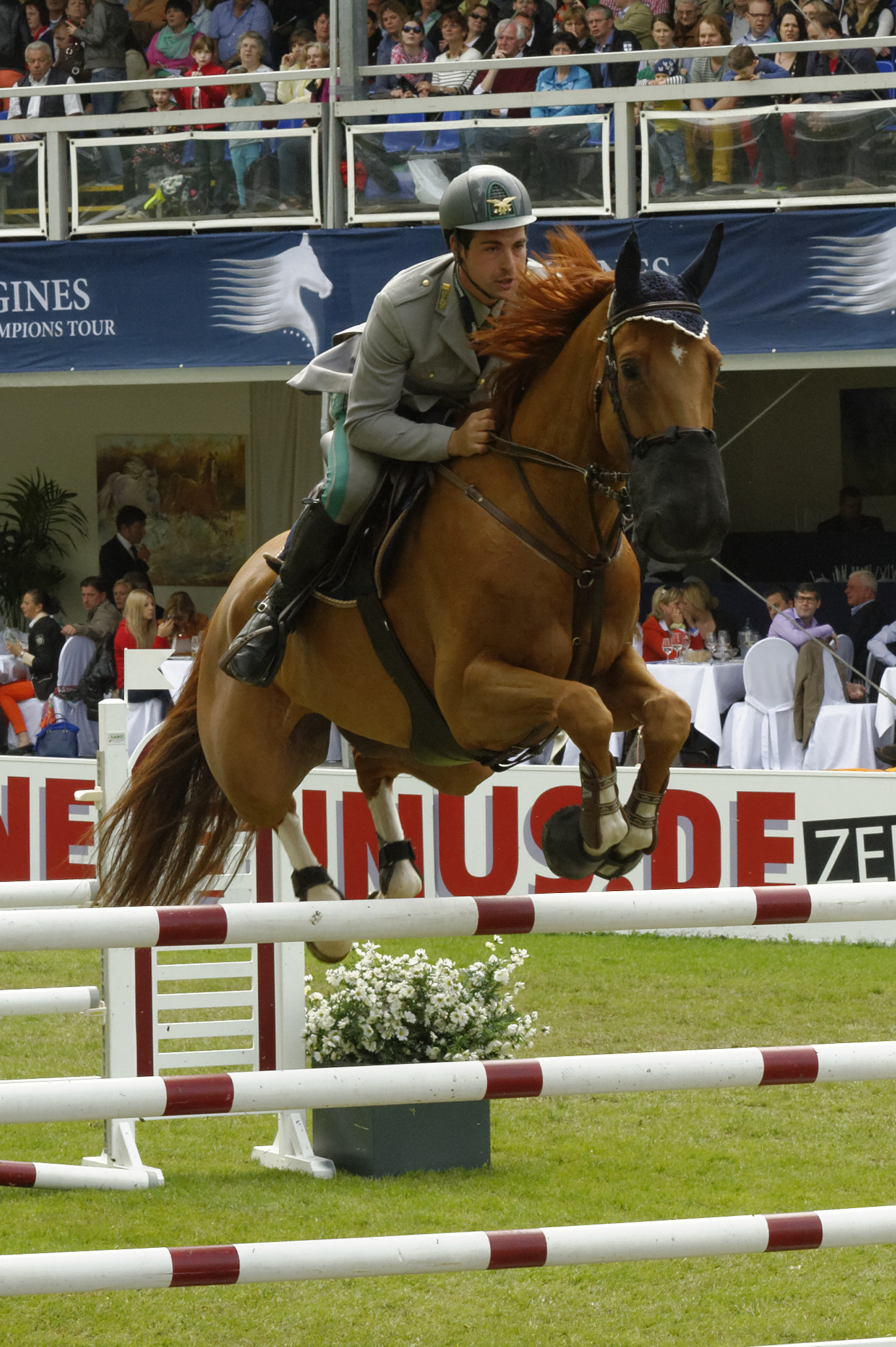
Emanuele Gaudiano auf Chicago beim Internationalen PfingstTurnier Wiesbaden 2013

- Chalou, (* 2009), Oldenburger Fuchswallach, Vater: Chacco-Blue, Muttervater: Baloubet du Rouet,  Besitzer: Equita Kft, Züchter: Gestüt Lewitz

ehemalige Turnierpferde:
- Admara 2 (* 2005), dunkelbrauner KWPN-Wallach, Vater: Padinus, Muttervater: Murano, Besitzer: Equita Kft verkauft
- Cocoshynsky (* 2003), braune Westfalenstute, Vater: Cornet Obolensky, Muttervater: Popcorn, Besitzer: Equita Kft
- Chicago 84 (* 2002), Holsteiner, Fuchswallach, Vater: Chambertin, Muttervater: Quinar, Ende 2013 nach Saudi-Arabien verkauft[5]
- Uppercut DS (* 1997), brauner BWP-Hengst, Vater: Nonstop, Muttervater: Feinschnitt I, Besitzer: Emanuele Gaudiano
- Italic des Salines (* 1996), brauner Selle Français-Hengst, Vater: Galoubet A, Muttervater: Uriel, Besitzer: Paul Schockemöhle

## Erfolge

### Championate und Weltcup
- Europameisterschaften:[6]
  - 2011, Madrid: 11. Platz mit der Mannschaft und 54. Platz im Einzel mit Chicago 84
  - 2007, Auvers (Junge Reiter): 4. Platz mit der Mannschaft und 2. Platz im Einzel mit Uppercut DS
  - 2006, Athen (Junge Reiter): 5. Platz mit der Mannschaft und 7. Platz im Einzel mit Uppercut DS

### Weitere Erfolge (Auswahl)
- 2009: 1. Platz im AVR Grand Prix der Amadeus Horse Outdoors mit Italic des Salines
- 2011: 1. Platz im Vienna Masters (CSI 4*) beim Wiener Pferdefest mit Cocoshynsky
- 2012: 1. Platz im VEOLIA Championat bei den Löwen Classics mit Cocoshynsky, 1. Platz im Preis der Echten Liebe (CSI 3*) beim Signal Iduna Cup mit Dassino, 2. Platz in der Riders Tour in Wiesbaden, 1. Platz beim Bronze Tour Finale (CSI 3*) bei den Pappas Amadeus Horse Outdoors mit Admara
- 2013: 2. Platz im Großen Preis von Rom (CSIO 5*) mit Cocoshynsky